# Hermann Faber (Theologe)
Hermann Faber (* 14. Februar 1888 in Stuttgart; † 14. April 1979 in Tübingen) war ein deutscher evangelischer Theologe.

## Werdegang
Faber studierte Theologie und Philosophie in Tübingen und Berlin. Seit dem Studium war er Mitglied der Studentenverbindung AG Rothenburg. Nach Habilitation war er ab 1922 Privatdozent, dann außerordentlicher Professor für systematische Theologie an der Universität Marburg. 1923 folgte er einem Ruf als Ordinarius für praktische Theologie und Ethik an die Universität Tübingen. 1956 wurde er emeritiert.
Ab 1946 war er Leiter des Evangelischen Hilfswerks und der Inneren Mission in Südwürttemberg. Er war Mitherausgeber der zweiten Auflage von Religion in Geschichte und Gegenwart.
Ab 1949 war er Mitglied des Staatsgerichtshofs für das Land Württemberg-Hohenzollern.

## Ehrungen
- 1952: Verdienstkreuz (Steckkreuz) der Bundesrepublik Deutschland
- 1973: Großes Verdienstkreuz der Bundesrepublik Deutschland[3]

## Veröffentlichungen
- Das Wesen der Religionspsychologie und ihre Bedeutung für die Dogmatik. Eine prinzipielle Untersuchung zur systematischen Theologie. Mohr, Tübingen 1913.
- Prinzipienfragen der Religionspsychologie. In: Hans Völter (Hrsg.): Schwäbische Heimatgabe für Theodor Haering zum 70. Geburtstag. Salzer, Heilbronn 1918, S. 28–47.
- Neue Wege der Pfarrerausbildung. Mohr, Tübingen 1934.
- Aus der Tübinger Stiftskirche. Predigten. Kohlhammer, Stuttgart 1936.
- Kind und Evangelium. In: Rudolf Paulus (Hrsg.): Glaube und Ethos. Festschrift für Professor D. Dr. Georg Wehrung zum 60. Geburtstag am 6. Oktober 1940. Kohlhammer, Stuttgart 1940, S. 269–285.
- Zum Problem der Sprache in der christlichen Verkündigung. In: Theologie als Glaubenswagnis. Festschrift für Karl Heim zum 80. Geburtstag. Furche-Verlag, Hamburg 1954, S. 205–220 (= Furche-Studien, Band 23).
- Fünfzig Jahre Landesverband der Inneren Mission in Württemberg 1914–1964. Stuttgart 1964.
- Neuere homiletische Probleme. In: Gert Hummel (Hrsg.): Aufgabe der Predigt. Wissenschaftliche Buchgesellschaft, Darmstadt 1971, S. 110–150 (= Wege der Forschung, Band 234).
- Probleme der religiösen Erziehung und Unterweisung. Die Forderung der Neuorientierung der religiösen Erziehung und Unterweisung. In: Klaus Wegenast (Hrsg.): Religionspädagogik. Band 1. Wissenschaftliche Buchgesellschaft, Darmstadt 1981, S. 161–169, ISBN 3-534-04419-3 (= Wege der Forschung, Band 209).